# Cloverleaf (quasar)
Pour les articles homonymes, voir Cloverleaf.
En astronomie, Cloverleaf est un lointain quasar situé à environ 11 milliards d'années-lumière de la Terre, dans la constellation du Bouvier. Sa principale particularité est d'apparaître quadruple à cause d'un effet de lentille gravitationnelle.

## Distance
À ce jour, seule une mesure non basée sur le décalage vers le rouge (redshift) donnent une distance de environ 3 360,000 Mpc (∼11 milliards d'al). Sa vitesse par rapport au fond diffus cosmologique, elle, est de 755 625 ± 41 km/s.

## Un quasar quadruple
Le quasar Cloverleaf est observé depuis la Terre grâce à un effet de lentille gravitationnelle, engendré par un objet céleste massif situé au premier plan, sur la même ligne de visée.
En 1988, on découvrit que l'image de ce quasar était en fait quadruple à cause de l'effet de lentille, déviant et amplifiant sa lumière tout en déformant son image. Les quatre images du quasar ont ainsi été notées par ordre alphabétique (A, B, C et D) selon leur ordre décroissant de luminosité. 

La disposition de ces quatre points lumineux lui a valu le nom de Cloverleaf (Trèfle à quatre feuilles en anglais), en référence à son apparence quadruple comparables aux folioles d'un trèfle à quatre feuilles. Cette formation, assez rare, est aussi plus couramment appelée une croix d'Einstein.

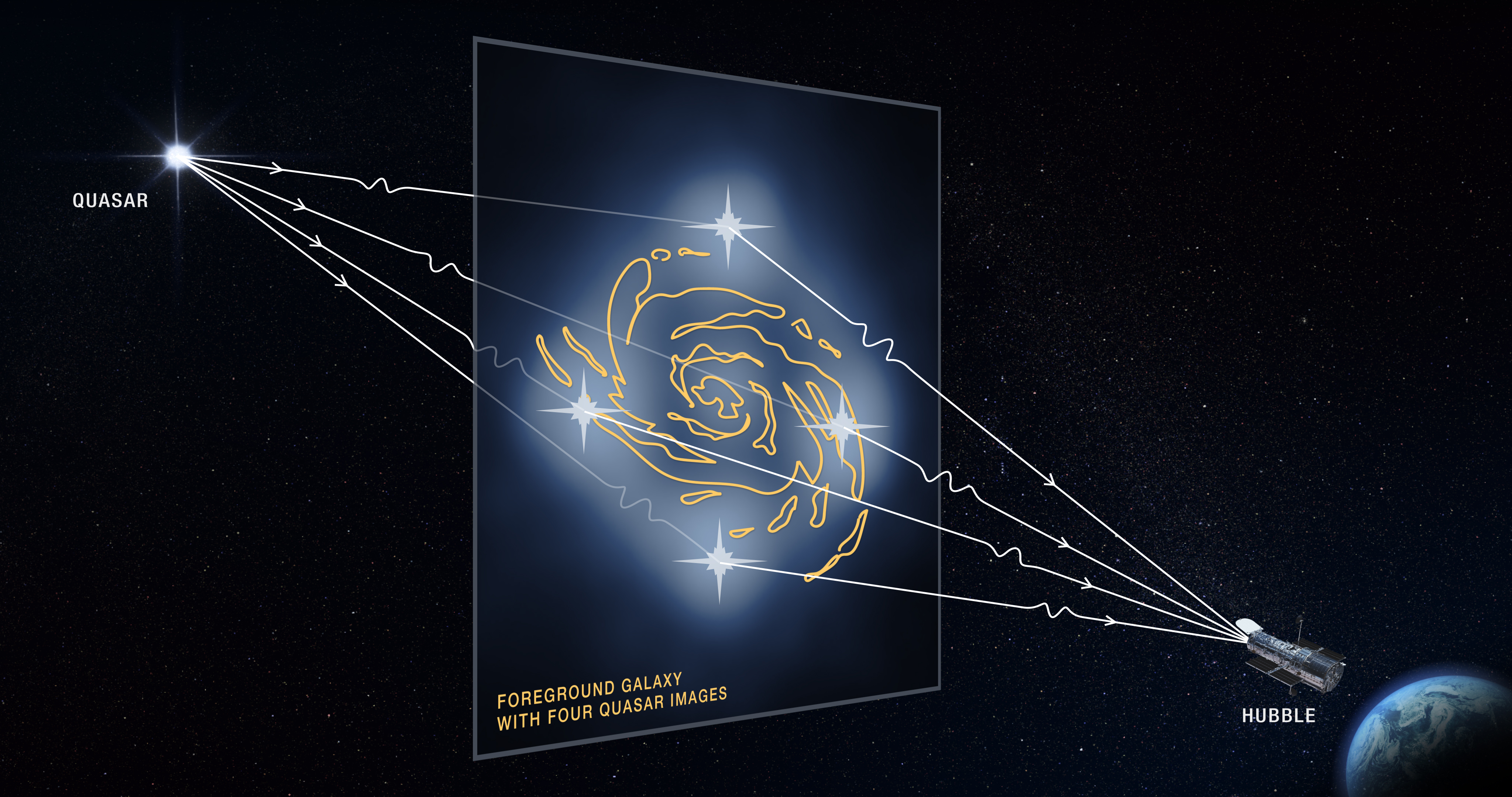
Illustration du principe de la lentille gravitationnelle du quasar Cloverleaf.

### Galaxie à lentille
La nature de l'objet céleste responsable de la lentille gravitationnelle est incertaine. Une publication de 1996 évoque la possibilité qu'il s'agit d'un amas de galaxies très éloigné et peu lumineux,. Une autre publication, réalisée deux après suggère quant à elle qu'il s'agit d'une seule et même galaxie.

## Galaxie hôte et observations

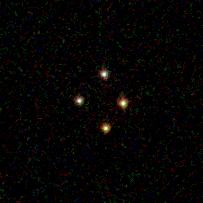
Image quadruple du quasar par le télescope spatial Hubble.

Les observations du quasar Cloverleaf aux rayons X par le télescope spatial Chandra ont permis la découverte d'un phénomène de microlentille gravitationnelle entre l'image A du quasar et un objet de premier plan, interprété comme une lointaine étoile ordinaire,. Ces observations ont conduit à la détection de ce que l'on pense être soit les régions internes du disque d’accrétion entourant le trou noir supermassif du quasar, soit le vent sortant de ce dernier.
D'autres observations ont permis de déduire que la galaxie hôte du quasar est en proie à une intense vague de formation d'étoiles. Selon un article publié en 2023, un jet radio a également été découvert, du côté nord-ouest de la galaxie hôte.